# Нова Волоща (Дрогобич)
Нова́ Волóща — історична місцевість, житловий масив приватної особнякової забудови міста Дрогобич.

## Походження назви
Складена назва. Виникла від назви села Волоща, оскільки перші забудовники були вихідцями із цього поселення. Компонент-означення Нова вказує на час заснування мікрорайону.

## Історія та забудова
Забудова особнякова, почалась у 50-60 рр. ХХ ст.

Це був перший район міста із прямокутною забудовою.

## Географія
Розташований у північній частині міста, на північ від парку Свободи.
Східна сторона обмежена вулицею Пилипа Орлика, північна - Северина Наливайка. Зі західної сторони район переходить у присадибні грядки. Південним краєм мікрорайону протікає потічок Задубичний.
Основні вулиці масиву:
- Северина Наливайка (частина);
- Паркова;
- Отця Софрона.

Інші вулиці масиву:
- Купальська;
- Андрія Мельника;
- Східна;
- Марка Кропивницького;
- Данила Нечая;
- Івана Підкови;
- Володимира Винниченка (частина);

## Цікаво знати
У західній стороні мікрорайону зведено два кількаквартирні житлові будинки для вимушено переміщених осіб.